# Écrasez l’infâme

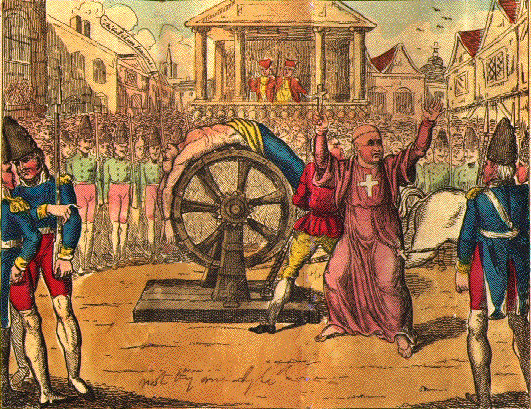
Der Protestant Jean Calas, Opfer religiöser Verfolgung und eines infamen Justizmordes, wird am 9. März 1762 in Toulouse gerädert. Voltaire erreicht 1765 die postume Rehabilitierung.
Frontispizseite eines zeitgenössischen „Chapbooks“

Écrasez l’infâme ! (« Écr.l'inf. ») – Französisch ‚Zermalmt das Infame!‘, ‚Zermalmt das Niederträchtige!‘ – lautet der antireligiöse, antichristliche, antiklerikale Kampf- und Sammelruf des Aufklärers Voltaire, das emblematische Erkennungszeichen des „Patriarchen von Ferney“, wie Friedrich II. den « philosophe des Lumières » apostrophierte.
Ab 1760 unterschreibt Voltaire seine Briefe seltener mit seiner Namensinitiale « V », sondern signiert sie immer häufiger mit seinem Slogan « écrasez l'infâme », ausgeschrieben oder in Abkürzungen wie « Écr l'inf. », « Écrlinf », « E. L. ». Mehr als 22.000 Briefe seiner monumentalen Korrespondenz sind bisher veröffentlicht.
Unter dem Infamen, dem Niederträchtigen, dem Schimpflichen, das es zu zerschmettern gilt, versteht Voltaire alles, was dem « mouvement des Lumières », der Aufklärungsbewegung, entgegensteht: Intoleranz und Aberglauben, das inquisitorische „Bündnis von Thron und Altar“, die Verschmelzung von „Dogma und Schwert“. Als „infam“ verurteilten Voltairianer die römisch-katholische Kirche, Offenbarungsreligionen – welche sie mit Aberglauben gleichsetzten –, das absolutistische Machtsystem, Fanatismus, Intoleranz, Zensur, Verfolgung und Folterung Andersdenkender, barbarische Strafen, grausame Justizwillkür. So wurde zum Beispiel der Protestant Jean Calas als Opfer eines Justizmordes 1762 in Toulouse gerädert. Die „Affäre Calas“ wurde in ganz Europa bekannt, dank Voltaire, der sich publizistisch, unter anderem mit der Schrift Traité sur la tolérance (1763), für die postume Rehabilitierung einsetzte. Ein weiteres Beispiel für religiös motivierten Justizmord ist der Fall des Chevalier de la Barre, den der Dichter-Philosoph trotz seines publizistischen Einsatzes ebenfalls nicht retten konnte. Voltaires  Dictionnaire philosophique wurde auf dem Scheiterhaufen mitverbrannt.
Voltaire war ein wichtiger geistiger Wegbereiter der Französischen Revolution. Seit 1760 pflegte er seine Korrespondenz an vertrauenswürdige Mitstreiter im Kampf gegen das Infame mit diesem Appell zu unterzeichnen. Voltaires Signatur „écrasez l’infâme“ wird zum Fanal des vorrevolutionären Feldzugs der Aufklärer für Meinungsfreiheit, Rede- und Publikationsfreiheit, Toleranz und Humanität.
Dieser engagierte Kampf der Aufklärer, seien es Radikalaufklärer oder moderate Reformer schafft die intellektuellen Grundlagen für die Französische Revolution und mündet – bereits zehn Jahre nach Voltaires Tod – in die Erklärung der Menschen- und Bürgerrechte vom 26. August 1789.
Im kollektiven Gedächtnis der Franzosen ist Voltaire als Wegbereiter des Laizismus und als Urbild des engagierten Schriftstellers fest verankert:

« Jean-Jacques Rousseau n’écrit que pour écrire, et moi, j’écris pour agir. »

„Jean-Jacques Rousseau schreibt nur, um zu schreiben, und ich schreibe, um zu handeln.“

Durch sein die öffentliche Meinung aufrüttelndes Eingreifen in spektakuläre Strafrechtsprozesse seiner Zeit, wie in die Affairen Jean Calas, Sirven, Chevalier de la Barre, Generalleutnant Lally-Tollendal, Gaillard d’Étallonde de Morival, Morangiés und Montbailly wurde Voltaire zu einem bedeutenden Reformer der Strafjustiz:

« Mes chers frères, il est avéré que les juges toulousains ont roué le plus innocent des hommes. Jamais depuis le jour de la Saint-Barthélémy rien n’a tant déshonoré la nature humaine. Criez, et qu'on crie! »

„Meine lieben Brüder, es ist erwiesen, dass die Toulouser Richter den unschuldigsten aller Menschen gerädert haben. Niemals seit der Bartholomäusnacht wurde die menschliche Natur so sehr entehrt. Schreit, man muss schreien!“

Die zu einem geflügelten Wort gewordene Losung „Écrasez l’infâme“ wird weltweit in französischer Sprache zitiert, gefolgt von Übersetzungen in die jeweilige Landessprache, für das Deutsche siehe Büchmanns Zitatensammlung.
Hier ein Beispiel aus dem Englischen:

“Voltaire even coined what we would now call a campaign slogan, Écrasez l’infâme, which translates roughly as Crush the despicable, where ‚l’infâme‘ stands for superstition, intolerance or irrational behaviour of any kind.”

„Voltaire prägte für seinen Feldzug das Motto: « Écrasez l’infâme », grob übersetzt Crush the despicable (Vernichtet das Verabscheuungswürdige), wobei « l’infâme » für Aberglauben, Intoleranz oder irrationales Verhalten jeglicher Art steht.“

## Herkunft und Bedeutung des Schlachtrufs

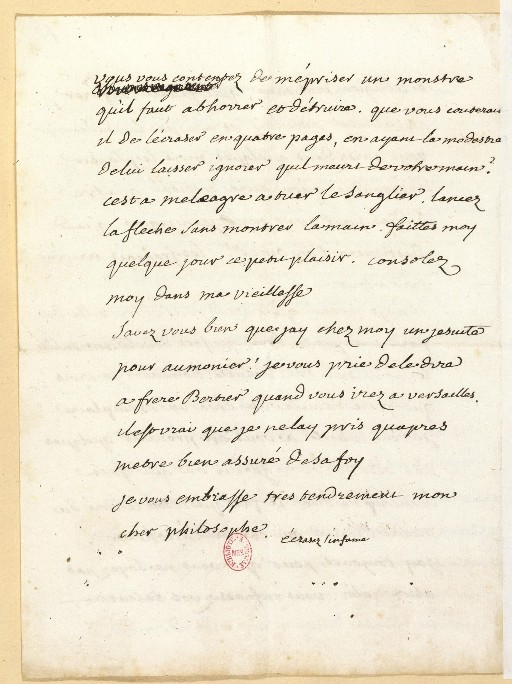
Autographisches Manuskript des Briefes Voltaires vom 28. September 1763 an D’Alembert, (D 11433). Unterschrieben mit dem Slogan « écrasez l'infâme»

„Écrlinf, c’est-à-dire écrasez l’infâme. Les érudits ne sont pas d’accord sur la signification de ce cri de guerre.“

„Écrlinf, das heißt écrasez l’infâme. Die Gelehrten sind sich über die Bedeutung dieses Schlachtrufs nicht einig.“

Theodore Besterman behauptet in seiner Voltaire-Biographie, dass es Friedrich II. von Preußen gewesen sei, der in einem Brief an Voltaire vom 18. Mai 1759 (D8304) den substantivischen Gebrauch der Vokabel infâme eingeführt habe:

« … vous caresserez encore l'infâme d'une main, et l'égratignerez de l'autre, vous la traiterez comme vous en usez envers moi et envers tout le monde. »

„Sie werden wieder einmal  mit der einen Hand das Infame [das Schändliche] streicheln und mit der anderen kratzen. Sie werden es so behandeln, wie Sie es bei mir und bei allen anderen zu tun pflegen.“

Voltaire habe das Wort infâme sofort aufgegriffen, und das Motto Écrasez l’infâme (Zermalmt das Schändliche!) geschaffen, die berühmte Formel, welche Furore machte und die er fortan ständig wiederholte. Ganz nach dem Vorbild des Konsuls Cato (um 200 v. Chr.), der jede seiner Reden vor dem römischen Senat mit dem stereotypen Slogan „Ceterum censeo Carthaginem esse delendam“ beendete:

„Frère Thi(e)riot vous embrasse. Je finis toutes mes lettres par dire: Écr. l’inf…, comme Caton disait toujours: Tel est mon avis, et, qu'on ruine Carthage.“

„[Waffen-]Bruder Thi(e)riot grüßt Sie. Ich beende alle meine Briefe mit « Écr. l’inf »… so wie Cato immer sagte: Ich bin der Meinung, dass Carthago zerstört werden muss.“

Écrasez l’infâme als Schlussformel am Ende eines Briefes findet man zum ersten Mal in Voltaires Schreiben an D'Alembert vom 30. Oktober 1760 und 1763 endet sein Brief an Monsieur Étienne Noël Damilaville (D10943) auf Écr. l'inf:

« Je vous embrasse tendrement, mon cher frère. Écr. l’inf…, vous dis-je. »

„Ich küsse Sie zärtlich, mein lieber Bruder. Écr. l'inf..., sage ich Ihnen.“

Voltaire selbst hat keine explizite Definition seiner Devise écrasez l’infâme hinterlassen, so dass man ihre Bedeutung aus der Verwendung der Vokabel infâme erschließen muss. Man findet sie in seiner Korrespondenz oft als Attributivum in Kollokationen wie: « infâme superstition » (schimpflicher Aberglaube), « infâmes préjugés » (übelgesinnte Vorurteile), « infâme persécution » (schändliche Verfolgung), « infâme fanatisme » (abscheulicher Fanatismus) …

## Écrasez l’infâme-Zitate bei späteren Autoren

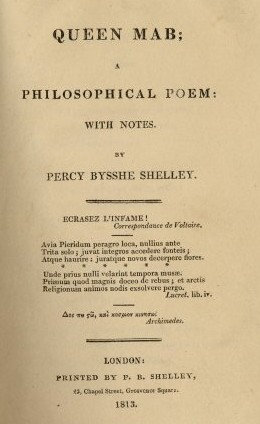
Titelseite des Poems Queen Mab von Shelley, 1813.
In Majuskeln: ECRASEZ L'INFAME!

Der englische Romantiker Percy Bysshe Shelley greift die Devise Écrasez l’infâme! in seinem Gedicht Queen Mab (1813) – einer revolutionären, antireligiösen Utopie – bewusst auf und schließt sich somit Voltaires Kampagne gegen die „infame“ Religion an.

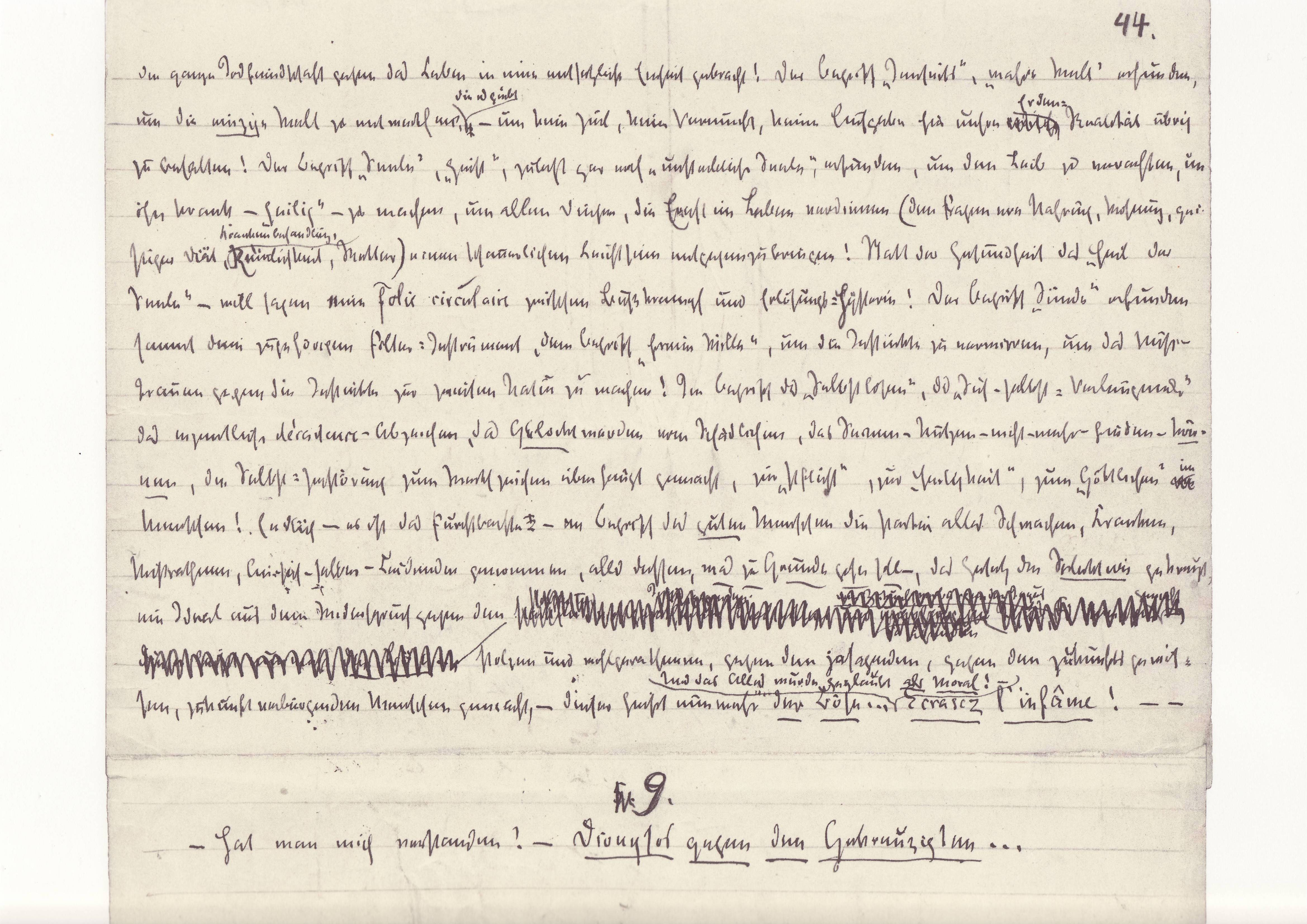
Manuskript Nietzsches Ecce homo

Auch Nietzsche verwendet diesen voltairianischen Schlachtruf in seinem Feldzug gegen die „christliche Sklavenmoral“. So endet seine autobiographische Schrift Ecce homo mit „Écrasez l’infâme!“, wobei es Nietzsche um die Vernichtung und Überwindung der »Guten [...] Wohlwollenden, Wohltätigen«, um die Vernichtung »der sogenannten ›sittlichen Weltordnung‹« geht.

„Endlich – es ist das Furchtbarste – im Begriff des guten Menschen die Partei alles Schwachen, Kranken, Missrathnen, An-sich-selber-Leidenden genommen, alles dessen, was zu Grunde gehn soll –, das Gesetz der Selektion gekreuzt, ein Ideal aus dem Widerspruch gegen den stolzen und wohlgerathenen, gegen den jasagenden, gegen den zukunftsgewissen, zukunftverbürgenden Menschen gemacht – dieser heisst nunmehr der Böse… Und das Alles wurde geglaubt als Moral! –  Écrasez l’infâme! — —“

## Aktuelle Verwendung

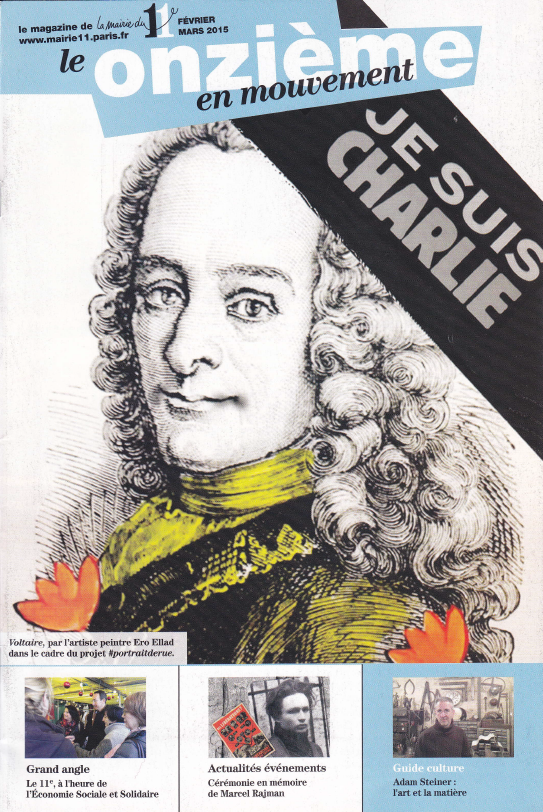
Je suis Voltaire/Charlie – Ich bin Voltaire/Charlie – Titelseite der Zeitschrift des XI. Pariser Arrondissements Le Onzième en mouvement, Februar/März 2015

Nach den islamistischen Terroranschlägen auf die Karikaturisten von Charlie Hebdo und auf den Pariser Konzertsaal Bataclan im Jahre 2015 ist der Name Voltaire wieder in aller Munde. Man sieht Demonstrationsschilder mit dem Slogan Nous sommes Voltaire (Wir sind Voltaire), sozusagen einem neuen Écrasez l’infâme im Zeitalter des fundamentalistischen Terrors:

„Der Name Voltaire ist in aller Munde. Vom ‚esprit voltairien‘ ist die Rede, der Zeichner wie Charb, Cabu und Tignous inspiriert habe. Frankreich wird das Land von Voltaire und Cabu genannt, und beim Begräbnis von Tignous sprach die Justizministerin Christiane Taubira von ‚Frankreich als dem Land Voltaires und der Respektlosigkeit‘.“

Die Wirksamkeit des Mahnrufs ‚Wir sind Voltaire‘ zeigt sich auf dem Büchermarkt: Voltaires Traité sur la Tolérance (Über die Toleranz) von 1763  ist im Jahre 2015 zum Bestseller geworden.
Auch die französische Website Voltairiopolis, welche über Zensur und andere Beschneidungen der Meinungs- und Pressefreiheit weltweit berichtet, verwendet Voltaires Schlagwort Écrasons l’infâme! als Motto.
Philippe Val, Chefredakteur der Satire-Zeitschrift Charlie Hebdo von 2004 bis 2009, hatte im Februar 2005 die zwölf dänischen Mohammed-Karikaturen nachdrucken lassen und war deswegen vom Rat der französischen Muslime verklagt worden. Über die Polemik, die sich an dem Nachdruck entzündete, berichtet er in seinem Buch, das im Titel auf den Feldzug der Aufklärung gegen Fanatismus und für Toleranz anspielt: „Komm zurück, Voltaire, sie sind verrückt geworden“ (Reviens, Voltaire, ils sont devenus fous).
Das vielzitierte Bonmot:

“I disapprove of what you say, but I will defend to the death your right to say it.
Je ne suis pas d’accord avec ce que vous dites, mais je me battrai jusqu'au bout pour que vous puissiez le dire.”

„Ich missbillige, was Sie sagen, aber ich werde bis zum Tod Ihr Recht verteidigen, es zu sagen.“

welches zur Beschreibung des Prinzips der Meinungsfreiheit oft verwendet wird und welches Voltaire zugeschrieben wird, sich aber nicht in seinen Schriften finden lässt, drückt am konzisesten aus, wofür Voltaires Markenzeichen écrlinf auch im 21. Jahrhundert steht. Der Slogan richtet sich gegen alle Fanatiker, die sich dem Prinzip der Toleranz, dem zeitlosen Anliegen der Aufklärung, widersetzen.

„Craignons toujours les excès où conduit le fanatisme. Qu'on laisse ce monstre en liberté, qu'on cesse de couper ses griffes et de briser ses dents, que la raison si souvent persécutée se taise, on verra les mêmes horreurs qu’aux siècles passés; le germe subsiste: si vous ne l’étouffez pas, il couvrira la terre.“

„Fürchten wir stets die Gewalttätigkeiten, zu denen der Fanatismus hinführt. Wenn wir diesem Ungeheuer die Freiheit lassen, wenn wir aufhören, ihm die Klauen zu schneiden und die Zähne zu brechen, wenn die so oft verfolgte Vernunft dazu schweigt, so werden wir dieselben Schreckentaten erleben wie in den vergangenen Jahrhunderten. Der Keim bleibt erhalten: wenn Sie ihn nicht ersticken, so wird er die Erde bedecken.“